# 妖鬼化
『妖鬼化』（むじゃら）は、Softgarage発行の水木しげるによる妖怪画集のシリーズ。他に廉価版、DVDセットの完全版、電子書籍版がある。

## 概要
水木妖怪画集の決定版と呼称され、実際に他の水木による妖怪画集や図鑑の類と比較すると収録数が桁違いに多い。また、本書用に着色かつ描き下ろした妖怪画も多数収録し、各項目毎に水木による解説文が掲載されている。

## 各シリーズの概要

### 妖鬼化（むじゃら）
水木しげるの作画活動50周年を記念して全8巻構成で出版。B4変形判、収録数約1600点。装幀を京極夏彦が担当している。本書にはオリンパスのスキャントークにより「妖怪の音声」が記録されており、各ページに印刷されているコードから再生することが出来る。特別編は『ゲゲゲの鬼太郎』をメインとした画集構成となっており、「妖怪の音声」として鬼太郎たちの声が記録されている。声の担当はアニメ第4期のキャストで、鬼太郎の松岡洋子、目玉おやじの田の中勇、ねずみ男の千葉繁、計3名が出演者である。
- 『第1巻 日本編（北海道・東北・関東）』 1998年 ISBN 4-921068-07-0
- 『第2巻 日本編（中部）』 1998年 ISBN 4-921068-08-9
- 『第3巻 日本編（近畿・中国）』 1999年 ISBN 4-921068-09-7
- 『第4巻 日本編（四国・九州・沖縄）』 1999年 ISBN 4-921068-10-0
- 『第5巻 世界編（アジア・オセアニア・アフリカ・アメリカ）』 1999年 ISBN 4-921068-11-9
- 『第6巻 世界編（ヨーロッパ）』 1999年 ISBN 4-921068-12-7
- 『第7巻 世界編（東ヨーロッパ・北ヨーロッパ・中国）/ 悪魔編』 1999年 ISBN 4-921068-13-5
- 『第8巻 あの世編 / 特別編』 1999年 ISBN 4-921068-14-3

### 妖鬼化（むじゃら）廉価版
作画活動55周年と旭日小綬章受章を記念して全6巻構成で出版。B6判ソフトカバー、収録数約800点と、本のサイズと収録数を大幅に縮小した廉価版。
- 『第1巻 関東・北海道・沖縄編』 2003年 ISBN 978-4-86133-004-9
- 『第2巻 中部編』 2003年 ISBN 978-4-86133-005-6
- 『第3巻 近畿編』 2003年 ISBN 978-4-86133-006-3
- 『第4巻 中国・四国編』 2004年 ISBN 978-4-86133-016-2
- 『第5巻 東北・九州編』 2004年 ISBN 978-4-86133-027-8
- 『第6巻 世界・特別編』 2004年 ISBN 978-4-86133-030-8

### 妖鬼化（ムジャラ）完全版
妖怪原画集と妖怪動画集DVDのセット全12巻構成で出版。B5変形判、収録数約1700点。1998年出版の「妖鬼化（むじゃら）」に妖怪画を追加して分冊、ナレーション付きのDVDを付属した完全版。
- 『第1巻 沖縄・九州』 2008年 ISBN 978-4-86133-105-3
- 『第2巻 四国・中国I』 2008年 ISBN 978-4-86133-106-0
- 『第3巻 中国II・近畿I』 2008年 ISBN 978-4-86133-107-7
- 『第4巻 近畿II・中部I』 2008年 ISBN 978-4-86133-108-4
- 『第5巻 中部II・関東I』 2008年 ISBN 978-4-86133-109-1
- 『第6巻 関東II・東北・北海道』 2008年 ISBN 978-4-86133-110-7
- 『第7巻 全国・特別編（鬼太郎）』 2008年 ISBN 978-4-86133-125-1
- 『第8巻 ヨーロッパ編I』 2009年 ISBN 978-4-86133-126-8
- 『第9巻 ヨーロッパII・東欧・北欧・アフリカI』 2009年 ISBN 978-4-86133-127-5
- 『第10巻 アフリカII・オセアニア・中国I』 2010年 ISBN 978-4-86133-128-2
- 『第11巻 中国II・アジアI』 2010年 ISBN 978-4-86133-129-9
- 『第12巻 アジアII・アメリカ・その他』 2010年 ISBN 978-4-86133-130-5

### 妖鬼化（ムジャラ）電子書籍
- 妖怪原画集 妖鬼化（ムジャラ）- iPad対応
- ポケット妖怪図鑑 妖鬼化（ムジャラ）- iPhone/iPad対応
- 妖鬼化（ムジャラ）電子版 全6巻 - Kindle、ブックライブ、Google Play ブックス、Apple Booksほか、各電子書籍サイトにて配信[6]。
  - 『第1巻 沖縄・九州編』 2021年
  - 『第2巻 四国・中国編』 2021年
  - 『第3巻 近畿編』 2022年
  - 『第4巻 中部編』 2022年
  - 『第5巻 関東編』 2022年
  - 『第6巻 東北・北海道編』 2022年